# Ксидеас, Костас
Костас Ксидеас (греч. Κώστας Ξυδέας; 1907 — 13 июня 1949) — греческий коммунист, командир подразделений Народно-освободительной армии Греции  (ЭЛАС) и Демократической армии Греции  (ДСЭ) на полуострове Пелопоннес.

## Молодость
Костас Ксидеас родился в 1907 году в селе Сайдона  мессенийской Мани.
Родители, Фома и Христица Ксидеасы, были бедными крестьянами. Семья была многодетной — 4 мальчика и 4 девочки.
В период диктатуры генерала  Метаксаса  Костас Ксидеас вступил в антидиктаторскую организацию, которую возглавлял его земляк К. Клабацеас, расстрелянный немцами 1 мая 1944 года, вместе с другими 199 греческими коммунистами.
В победной для греческого оружия Греко-итальянской войне (1940—1941) принял участие в звании сержанта пехоты, отличился на поле боя, получил 2 лёгких ранения и был награждён орденом «За мужество».
После того как на помощь своим союзникам пришла Гитлеровская Германия и часть генералитета подписала «почётную капитуляцию», Ксидеас вернулся в Мессению.

## Сопротивление
Почти сразу после начала тройной, германо-итало-болгарской, оккупации Греции, в июле 1941 года, вместе с земляками и родственниками младшим лейтенантом запаса Илиасом Ноэасом, Теодором и Леонидом Ксидеасами вступил в созданную в областном центре, городе Каламата, организацию «Новая Филики Этерия».
Историк Т. Герозисис упоминает эту организацию в числе полсотни наиболее важных организаций Сопротивления, стихийно возникших по всей стране в первые 3 месяца оккупации:578.
Впоследствии организация влилась в организованный  компартией Греции  Национально-освободительный фронт Греции (ЭАМ) и осенью 1941 года Ксидеас стал членом компартии.

## Эпизод Сайдоны
Одна из групп Сопротивления, созданная на горе Тайгет в июле 1941 года, 9 сентября дала свой первый победный бой против итальянских карабинеров:22.
Однако у зарождающегося партизанского движения были и противники, как из-за опасения ответных мер оккупационных властей, так и из за сомнений отставных офицеров относительно возможности и эффективности партизанского движения, в современных условиях и учитывая военные и технические средства противникаа:588.
Маленький отряд в 20 бойцов, созданный младшим лейтенантом запаса Илиасом Ноэасом, в котором состоял Ксидеас, оказался в эпицентре событий в регионе в марте 1942 года.
После того как 24 марта отряд расстрелял одного коллаборациониста, итальянцы послали роту своих солдат с задачей нейтрализовать этот отряд. Итальянская рота попала в засаду партизан и отступила.
Партизаны направились к монастырю Войденицы и на пути к монастырю столкнулись с другим итальянским подразделением . В новом бою партизаны обратили итальянцев в бегство и взяли пленных. В дальнейшем, не зная что делать с пленными, партизаны освободили итальянцев.
В отместку за свои потери, итальянцы сожгли село Сайдона и монастырь Войденицы.
С прибытием итальянских подкреплений и началом масштабной карательной операции произошёл эпизод, если не единственный в своём роде в оккупированной Греции, то по крайней мере редкий. Озабоченные возможными последствиями и угрозами о последующем разрушении и других сёл, муниципальные и церковные круги, заручившись гарантиями итальянцев сумели убедить эту группу партизан сдаться. Однако гарантии не были соблюдены, члены группы были отправлены в тюрьму в Каламату, а командир группы Илиас Ноэас был расстрелян:32.

## В рядах Народно-освободительной армии Греции
Ксидеас был амнистирован через год, по случаю дня ангела  Бенито Муссолини. Вернувшись к семье и остановившись не надолго в своём селе, он вступил в  Народно-освободительную армию Греции  (ЭЛАС).
Был зачислен офицером в 1-й батальон 9-го полка ЭЛАС Пелопоннеса.
В июле 1944 года он был переведен офицером в народную милицию (ополчение) своего региона.
После декабрьских боёв ЭЛАС с английскими войсками и последующего подписания в январе 1945 года руководством компартии Греции Варкизского соглашения, Ксидеас отказался сдать своё оружие и скрывался в горах центрального Тайгета.

## Гражданская война
По всей Греции группы бывших бойцов ЭЛАС скрывавшиеся в горах от «Белого террора» монархистов, постепенно стали формировать отряды самообороны, которые с 1946 года, с фактическим началом Гражданской войны в Греции (1946—1949) преобразовывались в соединения Демократической армии Греции (ДСЭ).
Группа самообороны Ксидеаса начала военные действия против правительственной армии и милиции монархистов с августа 1946 года, став таким образом ядром для создания подразделения ДСЭ на Тайгете.
Весной 1947 года Ксидеас командовал ротой, в начале 1948 года и получив звание майора ДСЭ принял командование батальоном и, наконец, в сентябре 1948 года, принял командование всеми подразделениями ДСЭ Тайгета:865.

## Гибель Ксидеаса и его семьи
В 1949 году карательные операции правительственных войск постепенно привели к дезорганизации и распаду партизанских сил на Пелопоннесе.
Судьба Ксидеаса была подобной судьбе большинства бойцов ДСЭ на Пелопоннесе.
13 июня 1949 года он и его адъюант, студент Н. Пердикеас, были обнаружены в убежище в регионе Пигадиа, Мессения отрядом армии, жандармерии и монархистов. Ксидеас и Пердикеас сражались в течение 40 минут, до конца. Тело убитого Ксидеаса было распято на лестнице-времянке и демонстрировалось монархистами в близлежащих сёлах и городе Каламата. Местные газеты поместили фотографии глумления над телом убитого под заголовками «Мани теперь дышит свободно».
Монархисты не довольствовались его смертью и зарезали его жену и двоих детей, Александра (2 лет) и Христоса-Сталина (7 лет)

## Дневник Ксидеаса
Дневник Костаса Ксидеаса был обнаружен в доме его брата, Христоса. Хотя дом был сожжён дважды, итальянцами и монархистами, спрятанный в тайнике, дневник уцелел.
Дневник был передан в феврале 2014 года племянником Костаса Ксидеаса «естественному наследнику», Центральному комитету Коммунистической партии Греции.